# Lễ hội đâm trâu (người Ba Na)
Lễ hội đâm trâu (người Ba Na gọi là x'trǎng, người Cor gọi là xa-ố-piêu, người Gia Rai gọi là mnăm thu, người Lạch gọi là sa rơpu) là một lễ hội nhằm mục đích tế thần linh hoặc những người đã có công chủ trì thành lập buôn làng, ăn mừng chiến thắng, ăn mừng mùa màng bội thu hay ăn mừng các sự kiện quan trọng khác. Đây là một trong những lễ hội truyền thống của các dân tộc Tây Nguyên ở Việt Nam.
Con trâu sẽ là vật hiến tế để cầu thần phù hộ cho buôn làng được khỏe mạnh, ấm no, để mừng ngày mùa hay để mừng chiến thắng.

## Chuẩn bị
Ở mỗi dân tộc, các nghi thức phụ của lễ hội có phần khác nhau nhưng đâm trâu vẫn là tiết mục linh đình của lễ hội. Tùy theo mục đích, hoàn cảnh cụ thể và tùy theo từng sắc tộc mà lễ hội này được tổ chức trong những thời điểm, khoảng thời gian và không gian khác nhau, song thường là một không gian rộng bên cạnh những ngôi nhà chung của buôn làng như nhà dài, nhà rông,... Giữa quảng trường/không gian rộng này có dựng một cây cột cao bằng gỗ hoặc tre, ngọn cột được trang trí bằng hoa lá rừng, cờ, phướn thật đẹp, và những lục lạc tre gọi là cù nan. Trên đỉnh cột thường gắn một con chim phượng hoàng làm bằng gỗ, chạm trỗ hoa văn tỉ mỉ. Cây cột này tương tự cây nêu của người Kinh, người Êđê gọi là blang kbâo. Người Ba Na gọi cây cột này là gưng sakapô, người Gia Rai gọi là ging ga.
Người chủ trì lễ hội là một già làng. Dân làng chọn một con trâu thuộc giống trâu Langbiang khỏe mạnh đưa đi tắm rửa sạch sẽ và cho ăn uống no nê rồi đem buộc bằng sợi dây rừng mềm dẻo nhưng rất bền chắc. Sợi dây này được buộc lỏng quanh cổ trâu chứ không xỏ vào mũi như khi dắt trâu đi làm đồng.

## Thực hiện nghi thức
Chủ trì lễ hội đâm trâu đọc lời khấn cầu xin hay tạ ơn thần linh và mời thần linh xuống ăn thịt trâu, uống rượu cần. Chủ trì khấn xong thì các đội cồng chiêng bắt đầu diễn tấu. Đám đông dân làng ca múa, đấu võ, kể khan và ăn uống suốt đêm và đến sáng lễ đâm trâu mới bắt đầu. Nghi lễ đâm trâu là phần quan trọng bậc nhất của lễ hội. Các tráng sĩ được trang bị lao dài sẽ phóng lao giết trâu, vừa phóng lao vừa biểu diễn các bài võ thuật. Con trâu bị giết được đem xẻ thịt nhỏ chia cho các nhà trong buôn làng cùng liên hoan.
Sau khi dứt hồi nhạc và các nghi thức cúng bái, người chủ tế là ông riu yàng cầm cây giáo hình mũi mác đến gần con trâu và bất thình lình đâm một nhát vào đùi trước rồi quay về chỗ ngồi. Đây chỉ là một cú đâm tượng trưng để mở màn. Tuy vậy con trâu cũng bị đau, nhảy dựng lên, máu chảy ròng ròng. Tiếng cồng chiêng lại tưng bừng nổi lên. Một đội hành quyết gồm 4 chàng trai bước vào quảng trường, trong đó hai người cầm mã tấu đứng yên một chỗ, hai người cầm lao nhọn, vừa nhún nhảy theo tiếng nhạc vừa dứ ngọn lao làm như thử muốn đâm con trâu. Trâu sợ hãi chạy vòng vòng cột.
Nhưng những chàng trai chưa vội ra tay. Họ chờ cho bước chân nhún nhảy và tiếng nhạc kết hợp thật nhịp nhàng với âm điệu rụp thì thụp rụp kala rụp! Đúng vào nốt nhạc mạnh kala rụp, khi những bàn tay của các chàng trai đấm vào vú chiêng và khi bàn tay của các cô gái trong đội múa xòe ra, một ngọn lao chí tử phóng tới đâm vào sườn trâu, chỗ dưới vai bên trái. Nếu là nhát đâm chuyên nghiệp mũi lao sẽ trúng ngay tim con vật khiến trâu chết liền. Nếu đâm không trúng tim trâu sẽ lồng lên dữ dội khiến đám đông hoảng sợ. Khi đó, hai người cầm mã tấu sẽ tiến lên, một người chém một nhát vào cổ, một người chém một nhát vào cột xương sống phía đuôi làm trâu gãy thành ba khúc. Sau đó các dũng sĩ đâm trâu rút lui nhường chỗ cho một nhóm khác, kẻ hứng máu, người phân thây xẻ thịt trâu.